# 三霄圣母殿
三霄圣母殿，位于中国河北省保定市曲阳县东羊平，为省级文物保护单位，类型为古建筑，公布时间为1993年7月15日。
三霄圣母殿的历史年代为明代。